# Алда Млада
Алда Млада (на латински: Alda; * вер. 925; † 954) е маркграфиня на Сполето и произлиза от род Бозониди.
Тя е дъщеря на Хуго I Арлски, крал на Италия, и Алда Стара. Тя е сестра на Лотар II (* 928; † 950), крал на Италия (946–950).
Алда се омъжва през 936 г. за доведения си брат, Алберих II Сполетски (* 915; † 31 август 954), син на Марозия († 932) и нейният първи съпруг, Алберих I († ок. 925, херцог на Сполето 898-922 г.). Алберих II е от фамилията Графове на Тускулум и от 932 до 954 г. един от най-влиятелните князе по неговото време, в източниците е споменаван като princeps ac senator omnium Romanorum, владетел над Рим.
Двамата имат син Октавиан, бъдещият папа Йоан XII (* 937 или 939) през 955 г.